# فرکسپو
فرکسپو (انگلیسی: Ferrexpo) شرکت معدن سوئیسی اوکراینی است، که در سال ۱۹۶۰ تأسیس شد.